# PL360
PL360 (або PL/360) — мова системного програмування, розроблена Ніклаусом Віртом і реалізована Віртом, Джозефом В. Веллсом молодшим та Едвіном Саттертуейтом молодшим для комп’ютера IBM System/360 у Стенфордському університеті . Опис PL360 опубліковано на початку 1968 року, хоча реалізація, ймовірно, була завершена до того, як Вірт покинув Стенфорд у 1967 році.

## Основні особливості
PL/360 — це однопрохідний компілятор мови, синтаксис якої подібний до ALGOL, який надає можливості низькорівневого програмування (машинні інструкції, робота з регістрами тощо), подібно  до мови асемблера, але також надає функції, які зазвичай зустрічаються у мовах програмування високого рівня, такі як складні арифметичні вирази та потоки керування. Вірт використовував PL360 для створення ALGOL W .
Типи даних:  :8
- Byte (character) – 1 байт
- Short integer – 2 байти, інтерпретується як ціле число в двійковій системі запису
- Integer / logical – 4 байти, що інтерпретуються як ціле число в двійковій нотації з доповненням до двох
- Real – 4 байти, інтерпретовані як коротке арифметичне число з рухомою комою з основою 16 (шістнадцяткове)
- Long real – 8 байт, інтерпретується як довге число з плаваючою комою з основою 16

Регістри можуть містити ціле, дійсне або довге дійсне.
Індивідуальні інструкції System/360 можна генерувати inline за допомогою «інструкції функції» PL360, яка визначала інструкцію за форматом і кодом операції. Аргументи функції призначалися послідовно полям в інструкції. Приклади[прояснити: ком.]:
| визначення     | посилання                  |                                      |
| -------------- | -------------------------- | ------------------------------------ |
| UNPK(10,#F300) | UNPK(3,7,B2,worker)        |                                      |
| EX(2,#4400)    | EX(R1,MVC(0,lines,buffer)) | зверніть увагу на вкладене посилання |

## Приклад
R0, R1, R2 і FLAG є попередньо декларованими іменами.
```
    
BEGIN
 
INTEGER
 
BUCKET
;

         
IF
 
FLAG
 
THEN

         
BEGIN
 
BUCKET
 
:=
 
R0
;
 
R0
 
:=
 
R1
;
 
R1
 
:=
 
R2
;

               
R2
 
:=
 
BUCKET
;

         
END
 
ELSE

         
BEGIN
 
BUCKET
 
:=
 
R2
;
 
R2
 
:=
 
R1
;
 
R1
 
:=
 
R0
;

              
R0
 
:=
 
BUCKET
;

         
END

         
RESET
(
FLAG
)
;

    
END

```

## Реалізація
Вірт працював у Стенфорді у 1963-1967 роках. На початку своєї роботи там він розробляв свій компілятор та інтерпретатор мови Euler, початковий код яких датовані 1965 роком. Також у 1965 році Стенфорд оновив свій B5000 на базі феритової пам’яті з барабанним накопичувачем до B5500 з дисковим накопичувачем .
Оскільки цільовий IBM System/360 (який мав замінити наявний IBM 7090) не був встановлений до 1967 року, початкова реалізація PL360 була написана на ALGOL і протестована на станфордському B5500.  Після роботи компілятор був перекодований у PL360, перекомпільований у системі Burroughs і переміщений як двійковий файл до S/360.:66
Основною мовою для B5500 була Executive Systems Problem Oriented Language (ESPOL), похідна від ALGOL, а PL360 був призначений для того, щоб привнести подібні можливості в архітектуру мейнфреймів IBM, хоча йому бракувало основних можливостей як Assembler F, так і ESPOL. Цей намір було здебільшого проігноровано, а програмісти продовжували використовувати реалізації макро-асемблерів IBM.
Однак на початку 1970-х років PL360 було розширено, щоб забезпечити більше можливостей, і це була мова програмування, вибрана для розробки Stanford Physics Information Retrieval System (SPIRES), Стенфордської системи керування базами даних.

## Зовнішні посилання
- PL360 Підручник
- PL360. everything2 (англ.).